# Фомин, Николай Максимович (слесарь)
Николай Максимович Фомин (15 мая 1927 — 2 июля 1988) — слесарь Саратовского завода электронного машиностроения министерства электронной промышленности СССР, Герой Социалистического Труда (1976).

## Биография
Родился 15 мая 1927 года в селе Котоврас, ныне Балашовского района района Саратовской области в русской крестьянской семье. Завершил обучение в школе в 1942 году. 
Трудоустроился в родном селе в колхоз. Работал разнорабочим. В 1945 году стал трудиться слесарем по ремонту комбайнов в машинно-тракторной станции в селе Пады. В 1952 году переехал в город Саратов. Стал трудиться на заводе тяжёлого машиностроения. В декабре 1952 года стал работать на заводе № 375 министерства промышленности средств связи СССР, ныне производственное объединение «Элмаш». Основной продукцией изготовляемой на заводе было электровакуумное технологическое оборудование. 
Вся его дальнейшая трудовая биография связана с этим заводом. На этом предприятии он зарекомендовал себя как отличный высокопрофессиональный работник. Выполнял самые сложные задания. Ему неоднократно присваивались звания «Лучший по профессии», «Лучший слесарь механосборочных работ». С 1960 года член КПСС.   
Указом Президиума Верховного Совета СССР от 29 марта 1976 года (закрытым) Николаю Максимовичу Фомину было присвоено звание Героя Социалистического Труда с вручением ордена Ленина и золотой медали «Серп и Молот». 
С 1987 года работал слесарем-ремонтником. Являлся наставником для молодых работников, обучил более 20 специалистов. 
Избирался членом Ленинского райкома партии, депутатом районного Совета народных депутатов. 
Проживал в Саратове. Умер 2 июля 1988 года. Похоронен на Елшанском городском кладбище. 

## Награды
За трудовые успехи удостоен:
- золотая звезда «Серп и Молот» (29.03.1976)
- два ордена Ленина (22.07.1966, 29.03.1976)
- Орден «Знак Почёта» (22.11.1958)
- Медаль «За трудовую доблесть» (02.08.1952)
- другие медали.